# نورآباد (خلجستان)
نورآباد روستایی در دهستان دستجرد بخش خلجستان شهرستان قم استان قم ایران است.

## جمعیت
بر پایه سرشماری عمومی نفوس و مسکن در سال ۱۳۹۵ جمعیت این روستا ۸ نفر (۴خانوار) بوده‌است.